# Lista de jogos para CD-i
Esta é uma lista de jogos produzidos para CD-i, organizada em ordem alfabética.
| Jogo                                                   | Produtora                             | Editora                    | Ano de lançamento |
| ------------------------------------------------------ | ------------------------------------- | -------------------------- | ----------------- |
| 3rd Degree                                             | PF Magic                              | Philips Interactive Media  | 1992              |
| A Great Day At The Races                               | CD-I Racing, Dove Films, Total Vision | Philips Interactive Media  | 1993              |
| A Visit to Sesame Street: Letters                      | Children's Television Workshop        | Philips Interactive Media  | 1991              |
| Accelerator                                            | SPC Vision                            | Philips Interactive Media  | 1997              |
| Alfapet                                                | Adatek                                | Philips Interactive Media  | 1993              |
| Alice in Wonderland                                    | Spinnaker Software                    | Philips Interactive Media  | 1992              |
| Alien Gate                                             | SPC Vision                            | Philips Interactive Media  | 1993              |
| Arcade Classics                                        | Namco                                 | Philips Interactive Media  | 1996              |
| Asterix: Caesar's Challenge                            | Infogrames                            | Philips Interactive Media  | 1995              |
| Atlantis - The Last Resort                             | Philips Interactive Media             | Philips Interactive Media  | 1997              |
| Axis & Allies                                          | CapDisc                               | Philips Interactive Media  | 1994              |
| Backgammon                                             | CapitolDisc                           | Philips Interactive Media  | 1992              |
| Battleship                                             | CapDisc                               | Philips Interactive Media  | 1991              |
| Beauty and the Beast                                   | Lightyear Entertainment               | Philips Interactive Media  | 1991              |
| Big Bang Show                                          | Infogrames                            | Philips Interactive Media  | 1992              |
| Brain Dead 13                                          | ICDI                                  | Philips Interactive Media  | 1997              |
| Brer Rabbit and the Wonderful Tar Baby                 | Philips Interactive Media             | Philips Interactive Media  | 1992              |
| Burn:Cycle                                             | Trip Media                            | Philips Interactive Media  | 1994              |
| Caesar's World of Boxing                               | CD-i Systems                          | Philips Interactive Media  | 1991              |
| Caesar's World of Gambling                             | CD-i Systems                          | Philips Interactive Media  | 1990              |
| Cartoon Carnival                                       | Funhouse                              | Philips Interactive Media  | 1993              |
| CD Shoot                                               | Eaglevision                           | Philips Interactive Media  | 1992              |
| Chaos Control                                          | Infogrames                            | Philips Interactive Media  | 1995              |
| Christmas Country                                      | DIMA                                  | Philips Interactive Media  | 1996              |
| Christmas Crisis                                       | Creative Multimedia Corporation       | Philips Interactive Media  | 1995              |
| Cluedo                                                 | 3T Productions Ltd                    | Philips Interactive Media  | 1994              |
| Cluedo: The Mysteries Continue                         | 3T Productions Ltd                    | Philips Interactive Media  | 1995              |
| Connect Four                                           | Capitol Disc Interactive              | Philips Interactive Media  | 1991              |
| Crime Patrol                                           | CapDisc                               | Philips Interactive Media  | 1996              |
| Crime Patrol 2: Drug Wars                              | CapDisc                               | Philips Interactive Media  | 1996              |
| Cyber Soldier Sharaku                                  | Japan Interactive Media               | Japan Interactive Media    | 1993              |
| Dark Castle                                            | PIMA                                  | Philips Interactive Media  | 1991              |
| Defender of the Crown                                  | Philips Interactive Media             | Philips Interactive Media  | 1991              |
| De Zaak Van Sam                                        | NOB Interactive                       | Haarlems Uitgeef Bedrijf   | 1997              |
| Dimo's Quest                                           | SPC Vision                            | Philips Interactive Media  | 1994              |
| Dragon's Lair                                          | Superclub, ICDI                       | Philips Interactive Media  | 1994              |
| Dragon's Lair II: Time Warp                            | Superclub, INTL                       | Philips Interactive Media  | 1994              |
| Earth Command                                          | Visionary Media                       | Philips Interactive Media  | 1993              |
| Effacer                                                | CapDisc                               | Philips Interactive Media  | 1994              |
| Escape from Cyber City                                 | Fathom Pictures                       | Philips Interactive Media  | 1992              |
| Family Games                                           | DIMA                                  | Philips Interactive Media  | 1995              |
| Family Games II Junk Food Jive                         | DIMA                                  | Philips Interactive Media  | 1995              |
| Flashback: The Quest for Identity                      | Tiertex Ltd                           | Philips Interactive Media  | 1995              |
| Flintstones & Jetsons: Timewarp                        | R/GA Interactive                      | Philips Interactive Media  | 1994              |
| Foqus                                                  | Bildgarden                            | Philips Interactive Media  | 1994              |
| Frog Feast                                             | RasterSoft                            | OlderGames                 | 2007              |
| Go                                                     | CapDisc                               | Philips Interactive Media  | 1992              |
| Go - Special Edition                                   | CapDisc                               | OlderGames                 | 2002              |
| Goal!                                                  | IContact                              | Philips Interactive Media  | 1993              |
| Golden Oldies 1                                        | The Vision Factory                    | SPC Vision                 | 1997              |
| Golden Oldies 2                                        | The Vision Factory                    | SPC Vision                 | 1997              |
| Golf Tips                                              | Xdra                                  | Philips Interactive Media  | 1994              |
| Golgo 13                                               | Japan Interactive Media               | Japan Interactive Media    | 1992              |
| Great American Golf                                    | Xdra                                  | IContact                   | 1994              |
| Great American Golf 2                                  | Xdra                                  | IContact                   | 1994              |
| Great British Golf                                     |                                       | Philips Interactive Media  | 1992              |
| Haunted House                                          | Philips Interactive Media             | Philips Interactive Media  | 1997              |
| Hotel Mario                                            | Fantasy Factory                       | Philips Interactive Media  | 1994              |
| Inca                                                   | Coktel Vision                         | Philips Interactive Media  | 1993              |
| Inca II                                                | Vision Games                          | Philips Interactive Media  | 1994              |
| International Tennis Open                              | Infogrames                            | Philips Interactive Media  | 1993              |
| Invasion From The Planet Skyron                        | Daedalus                              | Philips Interactive Media  | 1995              |
| Jack Sprite Vs The Crimson Ghost                       | PF Magic                              | OlderGames                 | 2002              |
| Jeopardy!                                              | Philips Interactive Media             | Philips Interactive Media  | 1994              |
| Karaoke Klassics Family Favourites                     | Xdra                                  | Philips Interactive Media  | 1993              |
| Kether                                                 | Infogrames                            | Philips Interactive Media  | 1993              |
| Kingdom II: Shadoan                                    | Spinnaker Software                    | Philips Interactive Media  | 1996              |
| Kingdom: The Far Reaches                               | CapDisc                               | Philips Interactive Media  | 1995              |
| Labyrinth Of Crete                                     | Funhouse                              | Philips Interactive Media  | 1994              |
| L'affaire Morlov                                       | CPIO Multimedia                       | Philips Interactive Media  | 1996              |
| L'Ange et le Demon                                     | Philips Interactive Media             | Philips Interactive Media  | 1992              |
| Laser Lords                                            | Spinnaker Software                    | Philips Interactive Media  | 1992              |
| Lemmings                                               | DMA                                   | Philips Interactive Media  | 1994              |
| Les Schtroumpfs: Le Téléportaschtroumpf                | Infogrames                            | Philips Interactive Media  | 1995              |
| Learn With Sooty - Start to Read                       | Thames International                  | Philips Interactive Media  | 1989              |
| Lettergreep                                            | Wigant Interactive                    | Philips Interactive Media  | 1996              |
| Lingo                                                  | SPC Vision                            | Philips Interactive Media  | 1994              |
| Link: The Faces of Evil                                | Animation Magic                       | Philips Interactive Media  | 1993              |
| Litil Divil                                            | Gremlin Ireland                       | Philips Interactive Media  | 1994              |
| Little Monster at School                               | Brøderbund                            | Philips Interactive Media  | 1993              |
| Lords of the Rising Sun                                | Philips POV                           | Philips Interactive Media  | 1992              |
| Lost Eden                                              | Virgin Interactive                    | Philips Interactive Media  | 1995              |
| Lucky Luke: The Video Game                             | The Vision Factory                    | Philips Interactive Media  | 1996              |
| Mad Dog McCree                                         | CapDisc                               | Philips Interactive Media  | 1994              |
| Mad Dog II: The Lost Gold                              | CapDisc                               | Philips Interactive Media  | 1995              |
| Mahjong solitaire                                      | Japan Interactive Media               | Japan Interactive Media    |                   |
| Marco Polo                                             | Infogrames                            | Philips Interactive Media  | 1994              |
| Master Labyrinth                                       | AVM                                   | Philips Interactive Media  | 1994              |
| Max Magic                                              | PF Magic                              | Philips Interactive Media  | 1994              |
| Mega-Maze                                              | PolyMedia Communications              | Philips Interactive Media  | 1993              |
| Merlin's Apprentice                                    | FunHouse                              | Philips Interactive Media  | 1995              |
| Micro Machines                                         | Codemasters                           | Philips Interactive Media  | 1995              |
| Mind Quest                                             |                                       | Philips Interactive Media  | 1993              |
| Mutant Rampage: Bodyslam                               | Animation Magic                       | Philips Interactive Media  | 1994              |
| Myst                                                   | Ledge Multimedia                      | Philips Interactive Media  | 1996              |
| Mystic Midway: Phantom Express                         | Philips POV                           | Philips Interactive Media  | 1993              |
| Mystic Midway: Rest in Pieces                          | Philips POV                           | Philips Interactive Media  | 1992              |
| Name That Tune                                         | Fantasy Factory                       | Philips Interactive Media  | 1993              |
| NFL Football Trivia Challenge                          | CapDisc                               | Philips Interactive Media  | 1993              |
| NFL Hall of Fame Football                              | Philips Interactive Media             | Philips Interactive Media  | 1994              |
| NFL Instant Replay                                     | Philips Interactive Media             | Philips Interactive Media  | 1995              |
| Othello                                                | Codim Interactive                     | Philips Interactive Media  | 1993              |
| P.A.W.S.                                               | Domestic Funk Productions             | Philips Interactive Media  | 1998              |
| Pac-Panic                                              | Namco                                 | Philips Interactive Media  | 1995              |
| Paint School II                                        | Spinnaker Software                    | Philips Interactive Media  | 1990              |
| Pinball                                                | CapDisc                               | Philips Interactive Media  | 1991              |
| Plunderball                                            | ISG Productions                       | OlderGames                 | 2002              |
| Power Hitter                                           | Fathom Pictures                       | Philips Interactive Media  | 1992              |
| Pyramid Adventures                                     | Compact Disk Incorporated             | Philips Interactive Media  | 1993              |
| Rise of the Robots                                     | MIRAGE Technologies                   | Philips Interactive Media  | 1995              |
| Rollerball                                             | Topilot                               | Philips Interactive Media  | 1998              |
| Sargon Chess                                           | Spinmaker Software                    | American Interactive Media | 1991              |
| Scotland Yard Interactive                              | Audio Visuellen                       | Philips Interactive Media  | 1993              |
| Secret Mission                                         | Microïds                              | Philips Interactive Media  | 1996              |
| Shaolin's Road                                         | Infogrames                            | Philips Interactive Media  | 1995              |
| Solar Crusade                                          | Infogrames                            | Infogrames                 | 1999              |
| Space Ace                                              | Super Club/ICDI                       | Philips Interactive Media  | 1993              |
| Space Ranger                                           | Studio Interactive                    | OlderGames                 | 2002              |
| Sport Freaks                                           | SPC Vision                            | Philips Interactive Media  | 1996              |
| Steel Machine                                          | SPC Vision                            | Philips Interactive Media  | 1993              |
| Striker Pro                                            | Rage Software                         | American Interactive Media | 1994              |
| Surf City                                              | Philips Interactive Media             | Philips Interactive Media  | 1994              |
| Tangram                                                | Eagle Vision                          | Philips Interactive Media  | 1992              |
| Tetris                                                 | Philips POV                           | Philips Interactive Media  | 1992              |
| Tetsuo Gaiden                                          | Philips POV                           | Philips Interactive Media  | 1997              |
| Text Tiles                                             | CapDisc                               | Philips Interactive Media  | 1992              |
| The 7th Guest                                          | Trilobyte                             | Philips Interactive Media  | 1993              |
| The Apprentice                                         | The Vision Factory                    | Philips Interactive Media  | 1994              |
| The Berenstein Bears On Their Own, And You On Your Own | Philips Interactive Media             | Philips Interactive Media  | 1993              |
| The Joker's Wild                                       | Accent Media Productions              | Philips Interactive Media  | 1993              |
| The Joker's Wild Jr.                                   | Accent Media Productions              | Philips Interactive Media  | 1994              |
| The Joy of Sex                                         |                                       | Philips Interactive Media  | 1993              |
| The Last Bounty Hunter                                 | American Laser Games                  | Philips Interactive Media  | 1996              |
| The Lost Ride                                          | Formula                               | Philips Interactive Media  | 1998              |
| The Palm Springs Open                                  | Fathom Pictures                       | Philips Interactive Media  | 1991              |
| The Wacky World of Miniature Golf                      | Philips Sidewalk Studio               | Philips Interactive Media  | 1993              |
| Thunder in Paradise                                    | Schwartz Bonnan Productions           | Philips Interactive Media  | 1995              |
| Urban Murderfiles - Episode 1: New York City           | Omnibell                              | Philips Interactive Media  | 1995              |
| Ultra CDi Soccer                                       | Krisalis Productions                  | Philips Interactive Media  | 1992              |
| Uncover: Featuring Tatjanna                            | SPC Vision                            | Philips Interactive Media  | 1996              |
| Vagas Girls                                            | Status                                | Philips Interactive Media  | 1995              |
| Video Speedway                                         | ISG Productions                       | Philips Interactive Media  | 1992              |
| Voyeur                                                 | Philips POV                           | Philips Interactive Media  | 1993              |
| Whack A Bubble                                         | Creative Multi                        | New Frontier               | 1997              |
| Who Shot Johnny Rock?                                  | CapDisc                               | Philips Interactive Media  | 1995              |
| Wordplay                                               | Backs                                 | Philips Interactive Media  | 1994              |
| World Cup Golf                                         | US Gold                               | Philips Interactive Media  | 1996              |
| Zelda's Adventure                                      | Viridis                               | Philips Interactive Media  | 1994              |
| Zelda: The Wand of Gamelon                             | Animation Magic                       | Philips Interactive Media  | 1993              |
| Zenith                                                 | Radarsoft                             | Philips Interactive Media  | 1997              |
| Zombie Dinos From Planet Zeltoid                       | American Interactive Media            | Philips Interactive Media  | 1992              |